# Gonadotropin

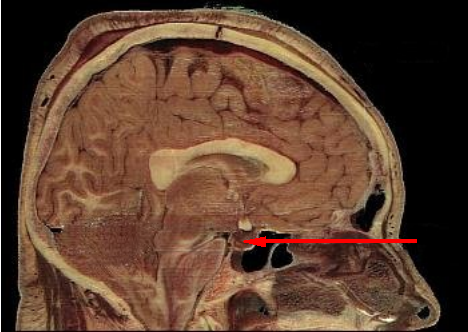
Umístění hypofýzy v mozku, kde dochází k produkci nejznámějších gonadotropinů

Gonadotropin či gonadotropní hormon je jakýkoliv savčí hormon (obvykle glykoproteinové povahy), který stimuluje vývoj pohlavních orgánů (gonád). Obecně tyto hormony navozují v těle vývoj pohlavních buněk a stimulují produkci dalších pohlavních hormonů (steroidů). Ke gonadotropinům patří:
- folitropin (FSH) – vzniká v hypofýze
- lutropin (LH, luteinizační hormon) – vzniká v hypofýze
- choriogonadotropin (hCG) – vzniká v placentě během těhotenství

Mimo tyto tři glykoproteiny se k gonadotropinům může řadit také prolaktin, který však má odlišnou chemickou stavbu, nicméně má vliv na vývoj pohlavních orgánů. Jindy vykazuje vlastnosti gonadotropních hormonů také placentární laktogen.